# ТЕС Шувейхат S3
24°9′13″ пн. ш. 52°33′58″ зх. д. / 24.15361° пн. ш. 52.56611° зх. д.
ТЕС Шувейхат S3 – теплова електростанція на заході емірату Абу-Дабі (Об’єднані Арабські Емірати), розташована поблизу міста Рувайс.
Введена в експлуатацію у 2013 – 2014 роках, станція складається із двох енергоблоків загальною потужністю 1600 МВт. Кожен з них має дві газові турбіни Siemens SGT5-4000F, які через відповідну кількість котлів-утилізаторів живлять одну парову турбіну SST5-4000.
Станція розрахована на споживання природного газу, для подачі якого проклали нову нитку трубопроводу від Рувайса. Як резервне паливо може використовуватись нафта (окрім допоміжних пальників котлів-утилізаторів).
Для охолодження використовують морську воду.
Зв’язок із енергосистемою відбувається по ЛЕП, розрахованій на роботу під напругою 400 кВ. Можливо відзначити, що на розташованому поряд НПЗ Рувайс у 2015-му запустили другу чергу річною потужністю біля 20 млн тон нафти, що суттєво збільшило попит на електроенергію в регіоні.
Проект реалізували через компанію Shuweihat Asia Power Company (SAPCO), учасниками якої є Abu Dhabi Water & Electricity Authority (ADWEA, 60%), японська Sumitomo та південнокорейська Korea Electric Power Corporation (по 20%).
Можливо також відзначити, що поряд працюють споруджені іншими консорціумами ТЕС Шувейхат S1 та ТЕС Шувейхат S2.